# Hirano (metropolitana di Osaka)
Hirano (平野駅?, Hirano-eki) (T32) è una stazione della metropolitana di Osaka situata nel quartiere di Hirano-ku.

## Struttura
La stazione è dotata di una banchina centrale con due binari sotterranei.
| 1 | Linea Tanimachi |  | per Yaominami                                     |
| 2 | Linea Tanimachi |  | per Tennōji, Higashi-Umeda, Miyakojima e Dainichi |

## Stazioni adiacenti
| «               | Servizio        | »               |
| Linea Tanimachi | Linea Tanimachi | Linea Tanimachi |
| --------------- | --------------- | --------------- |
| Komagawa-Nakano | Locale          | Kire-Uriwari    |